# Schachweltmeisterschaft 1890
Bei der Schachweltmeisterschaft 1890 verteidigte Weltmeister Wilhelm Steinitz seinen Titel erfolgreich gegen Isidor Gunsberg.

## Vorgeschichte
Isidor Gunsberg hatte mehrere hochkarätig besetzte Schachturniere gewonnen, so in Hamburg (1885), Bradford (1888) und London (1888). Beim New Yorker Turnier 1889 belegte er nur einen halben Punkt hinter dem Turniersieger Tschigorin den dritten Platz. Ein vom Schachklub Havanna organisierter Wettkampf gegen Tschigorin endete 1890 mit 9:9.
Danach war Steinitz bereit, Gunsberg als Gegner zu akzeptieren.

## Organisation und Regeln
Die Finanzierung war schwierig: Wie üblich sollten die Spieler einen Anteil an den Wetteinsätzen bekommen, aber Gunsberg konnte nur wenige Anhänger zum Wetteinsatz bewegen. Steinitz erklärte sich daraufhin bereit, auch um weniger Geld zu spielen.
Die Ausrichtung übernahm der Manhattan Chess Club. Das Match wurde auf 20 Partien angesetzt. Als Schiedsrichter fungierte der Präsident des Manhattan Chess Clubs, Professor Isaac Leopold Rice. Die Partien wurden in zwei Etappen gespielt, die erste Hälfte von 13.30 bis 17 Uhr, die zweite Hälfte von 19.00 bis 22.30 Uhr.

## Verlauf
Das Match begann am 9. Dezember 1890. Entgegen den Erwartungen verlief es ziemlich ausgeglichen. Nach fünf Partien führte Gunsberg sogar 3:2. Dann aber setzte sich Steinitz durch und holte am 22. Januar 1891 in der 19. Partie durch ein vereinbartes Remis den entscheidenden halben Punkt zum 10½:8½. Der Sieger erhielt 3000 Dollar Preisgeld, Gunsberg als Verlierer 1000 Dollar.
|          | 1 | 2 | 3 | 4 | 5 | 6 | 7 | 8 | 9 | 10 | 11 | 12 | 13 | 14 | 15 | 16 | 17 | 18 | 19 | Siege | Punkte |
| -------- | - | - | - | - | - | - | - | - | - | -- | -- | -- | -- | -- | -- | -- | -- | -- | -- | ----- | ------ |
| Steinitz | ½ | 1 | ½ | 0 | 0 | 1 | 1 | ½ | ½ | 1  | ½  | 0  | 1  | ½  | ½  | 0  | ½  | 1  | ½  | 6     | 10½    |
| Gunsberg | ½ | 0 | ½ | 1 | 1 | 0 | 0 | ½ | ½ | 0  | ½  | 1  | 0  | ½  | ½  | 1  | ½  | 0  | ½  | 4     | 8½     |

Die letzte (remisierte) Partie wurde von den beiden Kontrahenten zum Vergnügen anschließend noch ausgespielt, Steinitz gewann sie schließlich.